# Drew Helleson
Andrew "Drew" Helleson, född 26 mars 2001, är en amerikansk professionell ishockeyback som är kontrakterad till Anaheim Ducks i National Hockey League (NHL) och spelar för San Diego Gulls i American Hockey League (AHL).
Han har tidigare spelat för Boston College Eagles i National Collegiate Athletic Association (NCAA) och Team USA i United States Hockey League (USHL).
Helleson draftades av Colorado Avalanche i andra rundan i 2019 års draft som 47:e spelare totalt.

## Statistik
| 2014–2015   | Los Angeles Jr. Kings U13      | T1EHL       | 1  | 0 | 0  | 0  | 0  | — | — | — | — | — |
| 2015–2016   | Shattuck-St. Mary's Sabres U14 |             | 46 | 6 | 28 | 34 | 14 | — | — | — | — | — |
|             | MN Kings U15                   |             | 6  | 0 | 2  | 2  | —  | — | — | — | — | — |
| 2016–2017   | Shattuck-St. Mary's Sabres U16 |             | 52 | 6 | 31 | 37 | 30 | — | — | — | — | — |
| 2017–2018   | Team USA                       | USHL        | 34 | 2 | 16 | 18 | 14 | 8 | 2 | 5 | 7 | 6 |
|             | U.S. National U17 Team         |             | 61 | 5 | 35 | 40 | 28 | — | — | — | — | — |
| 2018–2019   | Team USA                       | USHL        | 28 | 4 | 7  | 11 | 18 | — | — | — | — | — |
|             | U.S. National U18 Team         |             | 64 | 5 | 18 | 23 | 28 | — | — | — | — | — |
| 2019–2020   | Boston College Eagles          | NCAA        | 28 | 1 | 5  | 6  | 12 | — | — | — | — | — |
| 2020–2021   | Boston College Eagles          | NCAA        | 22 | 4 | 11 | 15 | 8  | — | — | — | — | — |
| 2021–2022   | Boston College Eagles          | NCAA        | 32 | 4 | 12 | 25 | 30 | — | — | — | — | — |
|             | San Diego Gulls                | AHL         | 17 | 0 | 2  | 2  | 4  | 2 | 0 | 2 | 2 | 2 |
| 2022–2023   | Anaheim Ducks                  | NHL         | 1  | 0 | 0  | 0  | 0  | — | — | — | — | — |
|             | San Diego Gulls                | AHL         | 63 | 5 | 13 | 18 | 50 | — | — | — | — | — |
| NHL totalt  | NHL totalt                     | NHL totalt  | 1  | 0 | 0  | 0  | 0  | — | — | — | — | — |
| AHL totalt  | AHL totalt                     | AHL totalt  | 80 | 5 | 15 | 20 | 54 | 2 | 0 | 2 | 2 | 2 |
| NCAA totalt | NCAA totalt                    | NCAA totalt | 82 | 9 | 37 | 46 | 50 | — | — | — | — | — |
| USHL totalt | USHL totalt                    | USHL totalt | 62 | 6 | 23 | 29 | 32 | 8 | 2 | 5 | 7 | 6 |

### Internationellt
| Källa: Uppdaterad: 2023-04-10 | Källa: Uppdaterad: 2023-04-10 | Källa: Uppdaterad: 2023-04-10 |         | Utv = Utvisningsminuter | Utv = Utvisningsminuter | Utv = Utvisningsminuter | Utv = Utvisningsminuter | Utv = Utvisningsminuter |
| År                            | Lag                           | Mästerskap                    | Matcher | Mål                     | Assists                 | Poäng                   | Utv                     |                         |
| ----------------------------- | ----------------------------- | ----------------------------- | ------- | ----------------------- | ----------------------- | ----------------------- | ----------------------- | ----------------------- |
| 2019                          | USA                           | U18-VM                        | 7       | 0                       | 3                       | 3                       | 0                       |                         |
| 2021                          | USA                           | JVM                           | 7       | 2                       | 2                       | 4                       | 2                       |                         |
| 2022                          | USA                           | OS                            | 3       | 0                       | 1                       | 1                       | 0                       |                         |
| Junior totalt                 | Junior totalt                 | Junior totalt                 | 14      | 2                       | 5                       | 7                       | 2                       |                         |
| Senior totalt                 | Senior totalt                 | Senior totalt                 | 3       | 0                       | 1                       | 1                       | 0                       |                         |